# ساغ بلاغ دره زمین
ساغ بلاغ دره زمین مربوط به دوره اشکانیان - دوره ساسانیان است و در شهرستان میانه، بخش مرکزی، دهستان اوچ تپه شرقی، ۵۰ متری جنوب روستای قلیشچی واقع شده و این اثر در تاریخ ۲۸ اسفند ۱۳۸۵ با شمارهٔ ثبت ۱۸۸۷۵ به‌عنوان یکی از آثار ملی ایران به ثبت رسیده است.